# 신현필
신현필(1979년 12월 23일 ~ )은 대한민국의 음악가이자 재즈 색소폰 연주자이다.

## 음반

### 정규 앨범
- NU-STREAM (2012년)

### 참여 앨범
- Funky Station Vol. 1 (2005년)

## 수상
- 2010년 자라섬국제재즈페스티벌 올해의 솔로이스트상

## 학력
- 2006년 ~ 2011년 버클리 음악 대학 연주 학사
- 2004년 ~ 서울예술대학 실용음악과 중퇴
- 1998년 ~ 상명대학교 작곡과 중퇴
- 1996년 ~ 1998년 동작고등학교